# Voivodia de Rawa

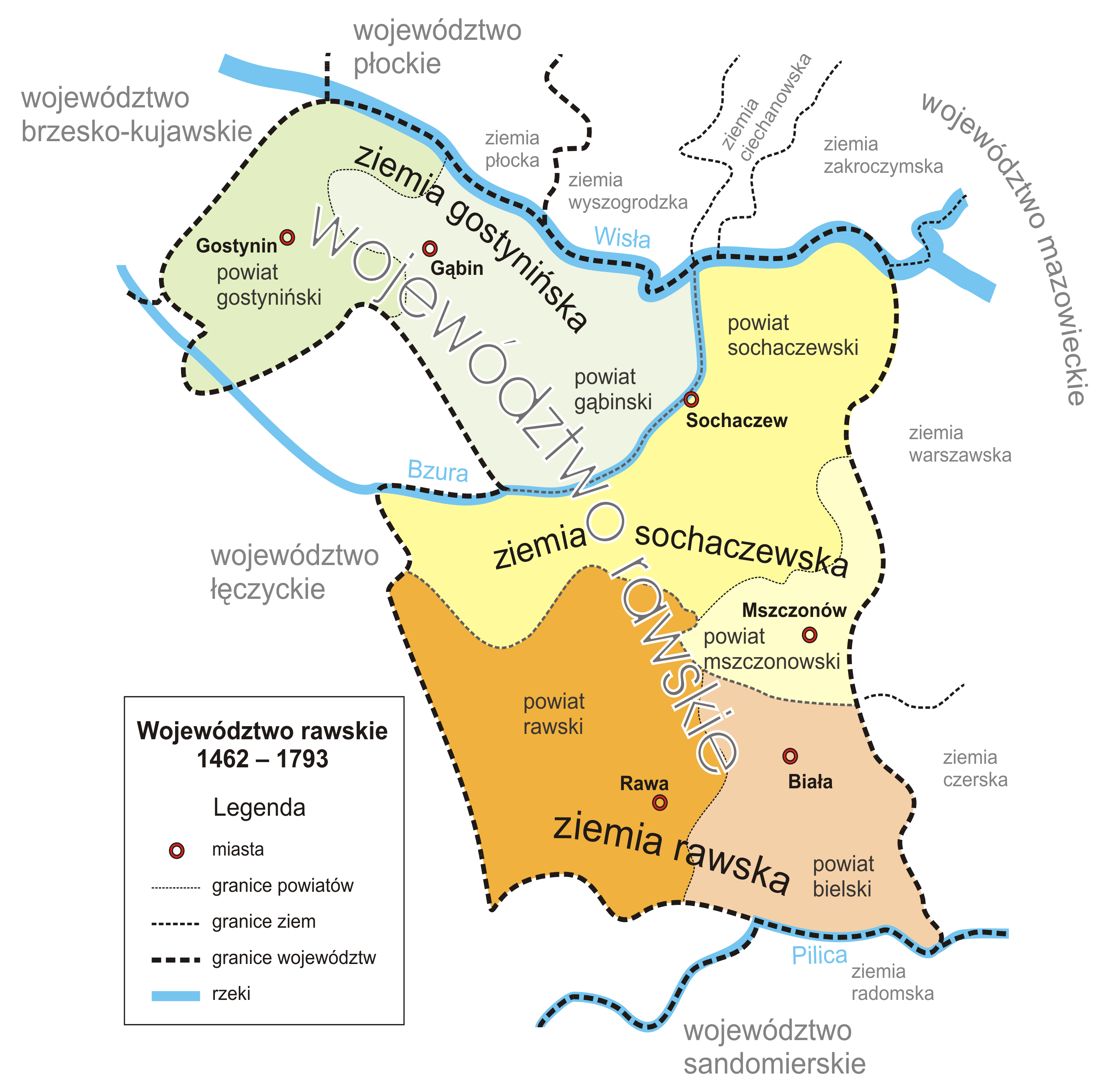
Voivodia de Rawa

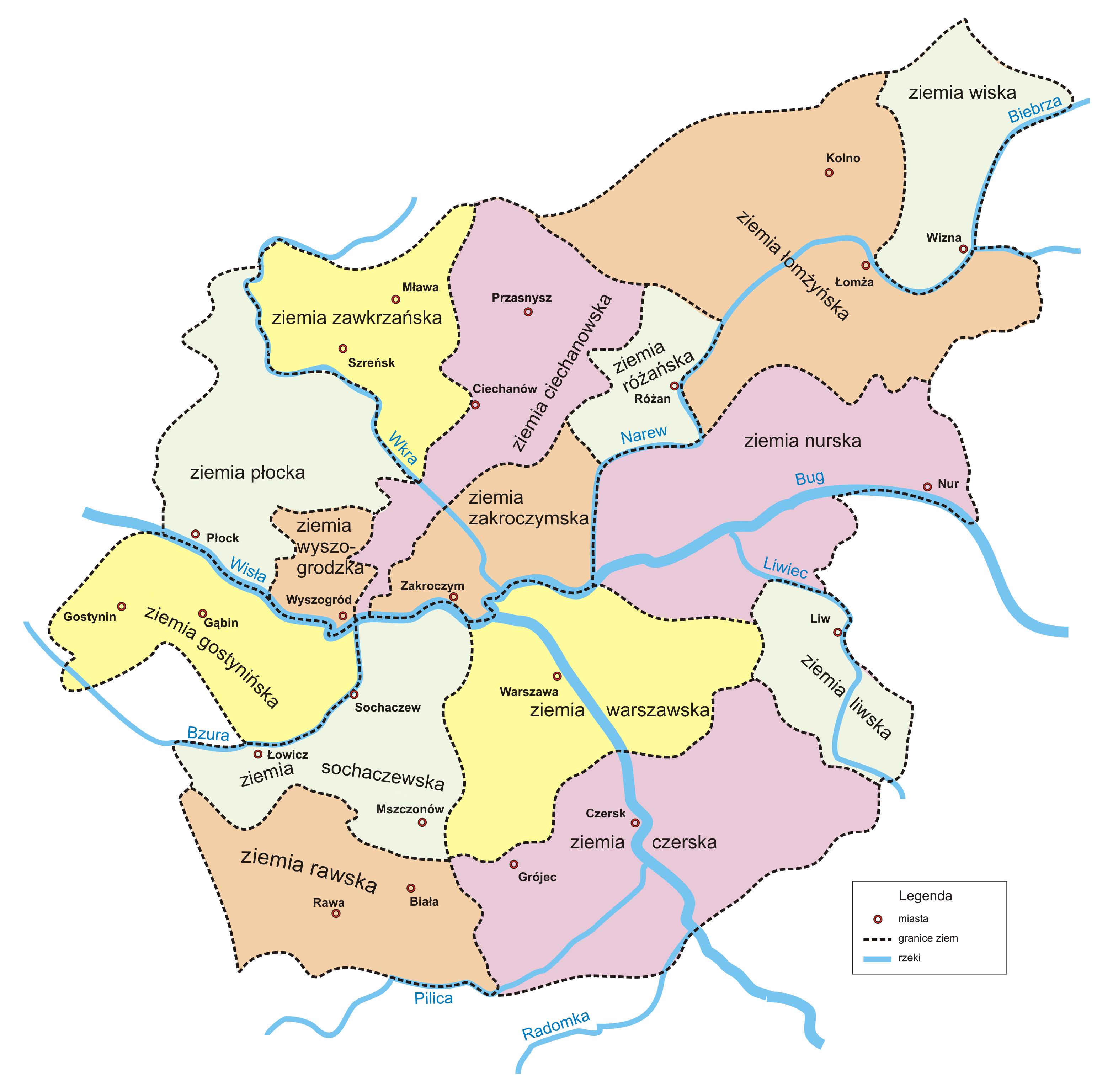
Voivodias históricas da Mazóvia(do século XIII ao XVIII)

Voivodia de Rawa (polonês: województwo rawskie) foi uma unidade de divisão administrativa e governo local no Reino da Polônia desde o século XV até as partições da Polônia em 1795. Juntamente com as voivodias de Płock e da Mazóvia formavam a província da Mazóvia.

## Governo municipal
Sede do governo da voivodia (Wojewoda):
- Rawa Mazowiecka

## Voivodas
- Zygmunt Grudziński (1613–1617)
- Filip Molucki (1627-1642)
- Łukasz Opaliński (1581-1654)

### Powiaty
- Condado de Rawa Mazowiecka (powiat rawski)  Rawa Mazowiecka
- Condado de Biała Rawska (powiat bielski)  Biała Rawska
- Condado de Sochaczew (powiat sochaczewski)  Sochaczew
- Condado de Mszczonów (powiat mszczonowski)  Mszczonów
- Condado de Gostynin (powiat gostyniński)  Gostynin
- Condado de Gąbin (powiat gąbinski)  Gąbin

### Principais cidades
- Gostynin
- Gąbin
- Biała Rawska
- Rawa Mazowiecka
- Kutno
- Skierniewice
- Sochaczew
- Łowicz
- Mszczonów

### População
- Em 1578 - 138.700 habitantes (densidade 22,37 hab/km²)
- Em 1662 -  76.200 habitantes (densidade 12,29 hab/km²)
- Em 1790 - 109.600 habitantes (densidade 17,67 hab/km²)